# Amélia Windsor
Amélia Sofia Teodora Maria Margarida Windsor (em inglês: Amelia Sophia Theodora Mary Margaret Windsor; Cambridge, 24 de agosto de 1995) é a filha mais nova de Jorge Windsor e de Silvana Windsor. Nasceu em Rosie Hospital, Cambridge.
Atualmente, está na linha de sucessão ao trono britânico, situada após o pai dela, que é casado com uma católica, visto que seu irmão mais velho e sua irmã mais velha que se tornaram católicos em maio de 2003, saíram da linha de acordo com o Decreto de Estabelecimento de 1701.
Lady Amelia assinou contrato com a Storm Model Management. Em 2016, ela foi a garota da capa da Tatler, revista em que Frederick Windsor trabalha como jornalista. Em fevereiro de 2017, ela desfilou para Dolce & Gabbana no Milan Fashion Week. Ela também entrou na coleção de primavera de 2019 da Dolce & Gabbana.  Ela foi apresentada na capa de agosto de 2017 da Vogue Japão. Em 2018, Lady Amelia lançou uma colaboração com Penelope Chilvers para uma linha de sapatos e modelou para a linha em uma campanha de vídeo na Espanha. Vinte por cento dos lucros de sua coleção de sapatos foram doados para a War Child, uma instituição de caridade que ajuda crianças em áreas de conflito.